# Срето Ковачевић
Срето Ковачевић (Двориште, Приједор, 20. јун 1940) је пуковник Војске Републике Српске.

## Биографија
Гимназију је завршио 1958. у Бањој Луци, Војну академију, смјер оклопно-механизоване јединице, 1961. у Београду, а Школу усавршавања официра оклопних јединица 1969. у Бањој Луци. Службовао је у гарнизонима Скопље и Бања Лука. Службу у ЈНА завршио је на дужности референта за војну обавезу у органу за организацијско-мобилизацијске послове команде 3. војне области у Скопљу, у чину потпуковника. У ВРС је био од дана њеног оснивања до пензионисања, 24. октобра 1994. Био је начелник Одјељења за мобилизацију и попуну у Сектору за организацијско-мобилизацијске и персоналне послове ГШ ВРС. У чин пуковника унапријеђен је 20. марта 1993. У ЈНА је одликован Медаљом заслуга за народ, Орденом за војне заслуге са сребрним мачевима, Орденом народне армије са сребрном звијездом и Орденом за војне заслуге са златним мачевима.